# Dibboek

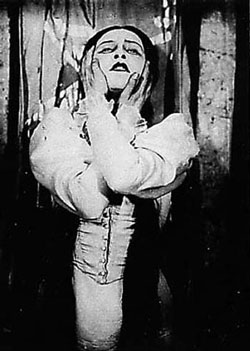
Hanna Rovina als "bezeten" Lea in een Dibboek-opvoering in Moskou rond 1920

Een dibboek (Hebreeuws: דיבוק) is een Jiddisch begrip en verwijst in de Joodse folklore naar een ziel van een dode die bezit neemt van een levende. Via de verspreiding van het Jiddisch is het alom bekend geworden. 
Volgens de Joodse mythologie is de dibboek een geest van een overleden, zondige persoon die ontsnapt is uit het Gehenna (het graf) en tracht bezit te nemen van een levende mens, om zich zo te manifesteren en door diens mond te spreken.
'Dibboek' betekent letterlijk in het Hebreeuws 'hechting', iets wat zich vasthecht. Het wezen zou terugkeren om iets af te maken wat het gedurende zijn oorspronkelijke leven niet heeft kunnen voltooien. Zodra het zijn doel bereikt heeft, verdwijnt het weer.

## Populaire cultuur
De dibboek is onder meer het onderwerp van:
- Het toneelstuk The Dybbuk (1920), van schrijver Szymon An-Ski
- De film The Unborn uit 2009, van regisseur David S. Goyer
- De film The Possession uit 2012 van regisseur Ole Bornedal